# Artyom Zagrebin
Artyom Aleksandrovich Zagrebin (tiếng Nga: Артём Александрович Загребин; sinh ngày 15 tháng 8 năm 1988) là một cầu thủ bóng đá người Nga. Anh thi đấu cho FC Luki-Energiya Velikiye Luki.